# Bertegruppen
Bertegruppen Aktiebolag, är ett svenskt holdingbolag inom livsmedelsindustrin, som har Berte Gård AB, Berte Qvarnaktiebolag och SIA - Glass Aktiebolag som sina dotterbolag. Bertegruppen Aktiebolag ägs till 70 procent av bröderna Gudmund och Per Stenström samt deras bror Anders Stenströms tre barn Daniel, Kristofer och Kristina via Malthuslyckan Aktiebolag och till 30 procent av Bertebos Stiftelse. I Bertegruppen ingår även Berte museum och Bertebos Stiftelse.
Grunden till koncernen är Berte Qvarn som har funnits sedan medeltiden. Familjen Stenströms ägande kan med säkerhet spåras till 1569.